# Fredholm (cráter)
Fredholm  es un pequeño cráter de impacto lunar que se encuentra en la zona de terreno accidentado situada al oeste del Mare Crisium, a medio camino entre los destacados cráteres Macrobius hacia el norte y Proclus casi hacia el sur.
|  |

Se trata de una formación circular, simétrica y con un interior en forma de cuenco. Las paredes interiores gradualmente descienden hacia el centro, dejando una pequeña plataforma interior menor que un cuarto del diámetro total del cráter. Claramente ligado al lado norte del borde se halla el más pequeño Macrobius E. Fredholm fue también un cráter de satélite de Macrobius, siendo designado Macrobius D antes de ser renombrado por la UAI.